# Xanthopimpla punctulata
Xanthopimpla punctulata là một loài tò vò trong họ Ichneumonidae.